# Parmales
Ordre
Les Parmales sont un ordre de l'embranchement des Ochrophyta, et de la classe des Bolidophyceae.

## Description
L'ordre des Parmales est composé d'organismes en forme de sphères siliceuses ressemblant à des kystes. Les auteurs qui ont créé  cet ordre le décrivent succinctement comme suit : « (du) latin parma, « petit bouclier rond ». Paroi alvéolaire composée de plaques rondes et triradiées, avec ou sans plaques de ceinture oblongues, toutes emboîtables bord à bord. ». 
Contrairement à d'autres organismes siliceux tels que les diatomées (bacillariophyta), il semble y avoir une large gamme de variations, même au sein d'une forme distincte, dans la taille, la longueur et la densité de l'ornementation.
Pour ces raisons, il n'est pas possible à l'heure actuelle de savoir si les 21 formes distinctes observées à ce jour sont des espèces distinctes. Les auteurs ont donc utilisé la construction de base et la symétrie de la paroi cellulaire comme critères stables pour décrire les espèces. Les symétries et le nombre de plaques qui composent ces organismes est en effet très variable. Les formes suivantes ont été ainsi décrites : 
- triparma (3 plaques de bouclier, 3 plaques de ceinture, 1 plaque ventrale) ;
- tetraparma (4 plaques de blindage, 4 plaques triradiées) ;
- pentalamina (5 plaques) ;
- octolamina (8 plaques).

## Distribution
Ces organismes ont été signalés, dans les années 1980, dans les océans arctique et antarctique comme composante importante du nanoplancton. Ressemblant à des kystes, ils ont aussi été observés dans le courant de Californie, l'océan Indien, et à partir de 2 080 m de profondeur, dans l'océan Pacifique équatorial, ainsi que dans les sédiments de ce même océan.
Leur concentration de l'ordre de {\displaystyle 10^{5}}cellules/litre d'eau en fait l'un des groupes de phytoplancton les plus abondants des eaux polaires et subpolaires.

## Liste des familles
Selon AlgaeBase (24 août 2022) :
- Pentalaminaceae Marchant, 1987
- Triparmaceae B.C.Booth & H.J.Marchant, 1988

## Systématique
Le nom correct complet (avec auteur) de ce taxon est Parmales B.C.Booth & H.J.Marchant, 1987.

## Publication originale
- Booth, B.C. & Marchant, H.J. (1987). Parmales, a new order of marine chrysophytes, with descriptions of three new genera and seven new species. Journal of Phycology 23:  245-260.